# Situations IV
Situations IV, sous-titré Portraits, est un recueil d'articles de Jean-Paul Sartre publié en 1964. 
Dans la nouvelle édition d'Arlette Elkaim-Sartre paru en 2015, Situations IV est sous-titré Avril 1950 - avril 1953.

## Contenu

### Édition de 1964
I. Préfaces
- Portrait d'un inconnu de Nathalie Sarraute
- L'artiste et sa conscience de René Leibowitz
- Des rats et des hommes de André Gorz

II. Tombeaux littéraires
- Gide vivant, Les Temps modernes (mars 1951)
- Réponse à Albert Camus, Les Temps modernes (août 1952)
- Albert Camus, France Observateur (janvier 1960)
- Préface à Aden Arabie de Paul Nizan
- Merleau-Ponty, Les Temps modernes (octobre 1961)

III. Sur la peinture
- Le séquestré de Venise : Les fourberies de Jacopo, sur le Tintoret, Les Temps modernes (novembre 1957)
- Les peintures de Giacometti, Derrière le miroir (mai 1954)
- Le peintre sans privilèges
- Masson
- Doigts et non-doigts, sur Wols
- Un parterre de capucines, L'Observateur (juillet 1952)
- Venise, de ma fenêtre, Verve (janvier 1953)

### Édition de 2015
- « L'Artiste et sa conscience », préface à René Leibowitz, L'artiste et sa conscience, esquisse d'une dialectique de la conscience artistique, édition de l'Arche, 1950. Sur la musique et l'engagement.
- Préface à La Fin de l'espoir, préface à Juan Hermanos (pseudonyme de Marc Saporta, La Fin de l'espoir, édition Juillard, 1950. Sur la guerre d'Espagne et la torture.
- « Faux savants ou faux lièvres », préface à Louis Dalmas, Le Communisme yougoslave après sa rupture avec Moscou, édition Sulliver, 1950. Sur la République fédérative socialiste de Yougoslavie et la rupture Tito-Staline.
- « Introduction à Portrait de l'aventurier », introduction à Roger Stéphane, Portrait de l'aventurier, T.E Lawrence, Malraux, von Salomon, édition Le Sagittaire, 1950. Sur la figure de l'aventurier en contraste avec celle du militant.
- « De la vocation d'écrivain », article sur la vocation d'écrivain, Neuf, n° 2, décembre 1950.
- « Gide vivant », article hommage pour la mort d'André Gide, Les Temps modernes, mars 1951.
- « Sommes-nous en démocratie ? », article politique sur la démocratie, Les Temps modernes, n° 78, avril 1952.
- « Un parterre de capucines », texte sur Venise, L'Observateur, 24 juillet 1952. C'est un extrait, comme le texte suivant de La Reine Albermarle ou le dernier touriste(1991).
- « Venise, de ma fenêtre », texte sur Venise, Verve, février 1953.
- « Réponse à Albert Camus », article sur L'Homme révolté d'Albert Camus et qui après celui de Francis Jeanson mène à une rupture entre Sartre et Camus, Les Temps modernes, n° 82, août 1952.
- « Les communistes et la paix », très longs articles sur les Parti communiste français, l'URSS, le marxisme et la guerre froide, c'est le début de Sartre comme compagnon de route, Les Temps modernes, juillet 1952 pour « La manifestation du 28 mai » et octobre-novembre 1952 pour « La grève du 4 juin ».
- « Réponse à Claude Lefort », article qui répond à « Le marxisme de Sartre » de Claude Lefort qui critiquait « Les communistes et la paix », cet échange mène à une rupture avec Maurice Merleau-Ponty Les Temps modernes, n° 89, avril 1953.
- « Les chances de la paix », article sur la guerre de Corée et la guerre froide, The Nation, décembre 1950.